# 部分圏
数学において，圏 C の部分圏（ぶぶんけん，英: subcategory）とは，圏 S であって対象が C の対象で射が C の射で同じ恒等射と射の合成をもつものである．直観的には，C の部分圏は C から対象と射をいくつか「取り除いて」得られる圏である．

## 定義
C を圏とする．C の部分圏 S は以下によって与えられる：
- C の対象の部分類 ob(S),
- C の射の部分類 hom(S),

であって以下を満たす
- ob(S) の任意の X に対し，恒等射 idX は hom(S) に属す，
- hom(S) の任意の射 f: X → Y に対し，始域 X と終域 Y はともに ob(S)に属す，
- hom(S) の任意の射の対 f, g に対し，合成 {\displaystyle f\circ g} が定義されるときにはいつでも hom(S) に属する．

これらの条件は S 自身が圏であることを保証する．対象の集まりは ob(S) であり，射の集まりは hom(S) であり，恒等射と合成は C におけるものと同じである．対象と射を自身に写す明らかな忠実関手 I: S → C が存在し，包含関手 (inclusion functor) と呼ばれる．
S を圏 C の部分圏とする．S が C の充満部分圏 (full subcategory) であるとは，S の各対象の対 X, Y に対し，
{\displaystyle \operatorname {Hom} _{\mathcal {S}}(X,Y)=\operatorname {Hom} _{\mathcal {C}}(X,Y)}
となることをいう．充満部分圏は S の対象の間のすべての射を含むものである．C の対象の任意の集まり A に対し，対象が A であるような C の充満部分圏が一意的に存在する．

## 例
- 有限集合の圏は集合の圏の充満部分圏をなす．
- 対象が集合で射が全単射な圏は集合の圏の充満でない部分圏をなす．
- アーベル群の圏は群の圏の充満部分圏をなす．
- 単位元をもつ環の圏（射は単位元を保つ環準同型）は環の圏の充満でない部分圏をなす．

## 埋め込み
C の部分圏 S が与えられると，包含関手 I: S → C は忠実かつ対象上単射である．それが充満であることと S が充満部分圏であることは同値である．
著者によっては埋め込み (embedding) を充満忠実関手と定義する．そのような関手は同型を除いて対象上単射でなければならない．例えば，米田埋め込みはこの意味での埋め込みである．
著者によっては埋め込みを対象上（真に）単射であるような充満忠実関手と定義する．
また著者によっては関手が埋め込みであることを忠実かつ対象上単射であるものとして定義する．あるいは同じことであるが，F が埋め込みであることを射上単射であるものと定義する．このとき関手 F が充満埋め込み (full embedding) であるとは，充満関手かつ埋め込みであることをいう．
任意の（充満）埋め込み F: B → C に対し，F の像は C の（充満）部分圏 S であり，F は B と S の間の圏の同型を誘導する．F が対象上真に単射ではなければ，F の像は B に同値である．
ある圏においては，圏の射についても埋め込みを定義できる．

## 部分圏の種類
C の部分圏 S が isomorphism-closed あるいは replete とは，C の同型射 k: X → Y であって Y が S に属するようなものはすべて S に属することをいう．isomorphism-closed 充満部分圏は strictly full といわれる．
C の部分圏が wide あるいは lluf (P. Freyd によって最初に提案された用語) とは，C のすべての対象を含むことをいう．lluf 部分圏は一般に充満でない：圏の充満 lluf 部分圏はその圏自身しかない．
セール部分圏 (Serre subcategory) は，アーベル圏 C の空でない充満部分圏 S であって，C におけるすべての短完全列
{\displaystyle 0\to M'\to M\to M''\to 0}
に対して，M が S に属することと {\displaystyle M'} と {\displaystyle M''} がともにそうであることが同値であるものである．この概念はセールの C-理論から生じる．